# Cosmianthemum punctulatum
Cosmianthemum punctulatum är en akantusväxtart som beskrevs av Cornelis Eliza Bertus Bremekamp. Cosmianthemum punctulatum ingår i släktet Cosmianthemum och familjen akantusväxter. Inga underarter finns listade i Catalogue of Life.